# 山端美子
山端 美子（やまずい みこ、2001年11月10日 - ）は、日本の女子バスケットボール選手である。ポジションはパワーフォワード。Wリーグの新潟アルビレックスBBラビッツ所属。

## 来歴
神奈川県出身。
2023年12月、新潟アルビレックスBBラビッツにアーリーエントリー登録。